# Abdul Hamid Dbeibé
Abdul Hamid Mohammed Dbeibé, o Dbeibeh o Dbeibah o Dbeiba  (en árabe: عبد الحميد الدبيبة‎), (Misurata, 1959) es un ingeniero, empresario y político libio. Desde el 15 de marzo de 2021 es Primer ministro de Libia.

## Trayectoria
Nació en 1959 en Misurata, al noroeste de Libia. Estudió una maestría de ingeniería en la Universidad de Toronto Canadá. Ocupó el puesto de director de proyectos y de estudios de la Organización para el Desarrollo de Centros Administrativos (ODAC) bajo el régimen de Gadafi.
Influyente empresario de la construcción es considerado por algunas fuentes como una persona independiente aunque otros medios de comunicación señalan que tiene un perfil "muy islamista" y fuertes vínculos con Turquía al igual que el presidente electo del Consejo de la Presidencia Mohamed al-Menfi.
Después de la revolución Libia y la caída del régimen de Gadafi en febrero de 2011 lideró el club de futbol más antiguo de Libia, el Al-Ittihad Club
Es fundador del momiento Libya al-Mustakbal (Libia futuro) apoyado por las tribus occidentales.

### Primer ministro de transición
El 5 de febrero de 2021 fue elegido primer ministro para la transición Libia con el objetivo de convocar elecciones en diciembre, en el Foro de Diálogo Político Libio celebrado en Ginebra bajo los auspicios de Naciones Unidas.
Dbeibé se impuso en segunda vuelta con 39 de los 73 votos emitidos al ministro del Interior del Gobierno de Unidad Nacional Fathi Bashagha. El ejecutivo de transición tiene como misión "reunificar las instituciones del Estado y garantizar la seguridad" hasta las elecciones nacionales previstas el 24 de diciembre de 2021. Junto a Dbeibah se hicieron otros tres nombramientos para formar el Consejo de Presidencia: el diplomático Mohammad Younes Menfi, será el presidente del Consejo de la Presidencia, junto a Mossa Al-Koni y Abdullah Hussein Al-Lafi que serán vicepresidentes del Consejo Presidencial.
El 11 de marzo presentó su gabinete y programa de trabajo a la Cámara de Representantes durante una sesión celebrada en Tobruk logrando la aprobación de 132 votos favorables, 2 abstenciones y 36 no. El presidente de la Cámara de Representantes, Aguila Salé, ha comunicado a Dbeibé que el mandato de su Ejecutivo finalizaba el 24 de diciembre y le recalcó que, en caso de que tuviera que extender su mandato, lo haría de forma interina. Los candidatos se habían comprometido a nombrar "al menos el 30 % de mujeres" en puestos de dirección del nuevo gobierno.

### Gobierno de Unidad Nacional de Dbeibé
El 7 de marzo de 2021 dio a conocer los nombres del Gobierno de Unidad Nacional que debe servir de transición hasta la convocatoria de elecciones en diciembre. El gobierno de transición está formado por 27 ministros, 6 ministros de estado y dos viceprimer ministros.
Los vice primeros ministros son Hussein Atiya Abdul Hafeez Al-Qatrani, candidato de Aguila Salah presidente del Parlamento. Ocupó el puesto de Secretario de finanzas generales del pueblo en el distrito "Hizam al Akhdhar" en el Este de Libia en 2006 y Ramadhan Ahmed Boujenah, de la región de Fezzan, durante el régimen de Gadafi fue Secretario del Comité popular general para la educación en el barrio de Wadi al-Chati.

#### Mujeres en el gobierno
Pese al compromiso por los acuerdos de Naciones Unidas en el proceso de Paz de Libia de incorporar un 30 % de mujeres en su gobierno, sin embargo sólo nombró a 5 ministras, lo que supone un 14 %. Entre ellas está la abogada y activista Najla Mangoush miembro de Mujeres Libias para la Paz (LWPP) que asume el Ministerio de Asuntos Exteriores, Halima Ibrahim Abdel Rahman Ministra de Justicia, Wafaa Abu Bakr Muhammad Al-Kilani Ministra de Asuntos Sociales, Mabrouka Toufi Othman Aoki, Ministra de Cultura, y Houria Khalifa Miloud Al-Turman Ministra de Asuntos de la Mujer.
En su primera rueda de prensa como primer ministro señaló su pleno apoyo a la representación de las mujeres en el gobierno y aseguró que se alcanzaría el 30 % de mujeres con los nombramientos de viceministras.